# Слово про погибель Руської землі
Слово про погибель Руської землі (оригінальна назва Слово ѡ погибєли Рускыіа Зємли) — уривок не збереженого повністю твору, що був присвячений татаро-монгольській навалі на Русь.

## Загальні відомості
Слово про погибель Руської землі дійшло до нас у двох списках як вступ до першої редакції Житія Олександра Невського, що давало підставу дослідникам бачити в ньому вступ до гіпотетичної світської біографії князя, що нібито послужив основою його Житія. Однак порівняння стилю Слова зі стилем Житія свідчить про незалежність і різночасність виникнення цих творів; їх об'єднання — факт пізнішої літературної історії. Уривок, що дійшов до нас, Слово — або вступ, або перша частина пам'ятки, що описує розгром руських князівств полчищами Батия. У збереженому тексті описується колишня краса і багатство Руської землі, її колишня політична могутність. У патріотичних творах древньої і середньовічної літератур, що створювалися в той час, коли батьківщина письменника страждала від воєн, міжусобиць і сваволі, розповіді про нещастя передував вступ, що вихваляв колишню велич країни. За поетичною структурою й в ідейному відношенні Слово близьке до «Слова о полку Ігоревім». Обидва ці твори відрізняє високий патріотизм, загострене почуття національної самосвідомості, гіперболізація сили й військової доблесті князя-воїна, ліричне сприйняття природи, ритмічний лад тексту. Між обома творами можуть бути відзначені близькі стилістичні формули, подібні до поетичних образів, рівнобіжні словосполучення й звороти. Але близькість цих творів пояснюється не залежністю одного твору від іншого, а їхніми поетичними особливостями.
З питання виникнення Слова існує кілька точок зору. Найпереконливішою варто визнати датування тих дослідників, що зв'язують виникнення Слова з Батиєвою навалою на Русь та Залісся у 1237—1240 роках. Слово обривається на фразі «А в ты дни болЂзнь крестияномъ, отъ великаго Ярослава и до Володимера, и до ныняшняго Ярослава и до брата єго Юрья князя володимерьскаго». «Нинішній Ярослав» — Ярослав Всеволодович, помер у 1246 році, отже, Слово було написано до 1246. Юрій Всеволодович теж іменується як сучасний князь, що княжить, а він загинув у битві на Сіті 4 березня 1238 року. Можливо, Слово було створено на самому початку навали Батия, до битви на ріці Сіть.
Ім'я автора Слова невідоме. Існують лише різні припущення про те, де було написано Слово про погибель Руської землі, і яке походження його автора. Одні дослідники вважають, що автор — новгородець, інші відносять місце виникнення Слова до Русі, треті бачать в авторі пам'ятки залісця — жителя Переяславля-Залісського або Володимира, четверті місцем написання Слова називають Залісся, але автор, на їхню думку, виходець з Русі. Остання гіпотеза найпереконливіша: у Слові багато рис, зв'язаних з Заліссям (імена князів, що перелічуються, землі, деякі терміни), а разом з тим автор добре знає легенди про Володимира Мономаха руського походження.
Слово уплинуло на декілька пам'яток пізнішого часу. Окремими образами Слова скористався: чернець Кирило-Бєлозерського монастирі Єфросин, створюючи свій варіант «Задонщини» (кінець 70-х років XV ст.), ремінісценції зі Слова містяться в Житії Феодора Ярославського в редакції Андрія Юр'єва (2-га половина XV ст.) і в Степенній книзі (60-ті роки XVI ст.).
Слово про погибель Руської землі було відкрито наприкінці XIX ст., перша його публікація вийшла в 1892. Текст Слова неодноразово публікувався й окремо, і в складі збірників і хрестоматій. Твору присвячена велика дослідницька література (докладний огляд її див. у монографії Ю. К. Бегунова).

## Текст
СЛОВО ПРО ПОГИБЕЛЬ РУСЬКОЇ ЗЕМЛІ ПО СМЕРТІ ВЕЛИКОГО КНЯЗЯ ЯРОСЛАВА
«О світло світла і красно прекрасна земле Руська! Множеством красот дивуєш ти: озер множеством дивуєш ти, ріками і колодязями вельми славними, горами крутими, горбами високими, дібровами густими, полями розкішними, звірями різними, птицями незліченними, городами великими, селами гарними, садами монастирськими, храмами церковними, і князями грізними, боярами чесними, вельмож множеством. Усім єси сповнена, земле Руська, о правовірна віро християнська!
Звідси до Угрів, до Ляхів і до Чехів; од Чехів до Ятвягів; од Ятвягів до Литви і до Німців; од Німців до Корели; од Корели до Устюга, туди, де були тоємці погані, і за дихащiм морем, од моря ж до Болгар, од Болгар до Буртасів, од Буртасів до Черемисів, од Черемисів до Мордви — те все підкорене було Богом народові християнському, поганські краї — великому князю Всеволоду, отцю його Юрію, князю Київському, діду його Володимиру Мономаху, котрим то половці дітей своїх лякали в колисці, а литва із болота на світ не виникла, а угри кріпили кам'яні городи залізними воротами, аби на них великий Володимир не наїхав. А німці раділи, далеко будучи за синім морем; буртаси, черемиси, вяди і мордва бортничили на князя великого Володимира, і сам Мануїл Царегородський, остерігаючись, дари великі посилав йому, аби у нього великий князь Володимир Царгорода не одібрав.
У сі ж дні горе християнам, од великого Ярослава і до Володимира і до нинішнього Ярослава, і до брата його Юрія, князя Володимирського».
Оригінальний текст (давньоруська)
СЛОВО Ѡ ПОГИБЕЛИ РУСКЫIA ЗЄМЛИ Ѡ СМЄРТИ ВЕЛИКОГО КНѦЗѦ IAРОСЛАВАѠ, свѣтло свѣтлаia и оукрасно оукрашєна, землѧ руськаіа, и многыми красотами оудивлєна єси: озєры многыми оудивлєна єси, рѣками и кладѧзьми мѣсточетсьными, горами кроутыми, хол'ми высокыми, доубравоми чистыми, польми дивными, звѣрьми разлычными, птицами бєщислєными, городы вєликыми, сєлы дивными, винограды ѡбителными, домы церкьвными, кнѧзьми грозными, боіары чстными, вєльможами многами. Всєго єси испольнєна, землѧ роускаia, ѡ прававѣрьнаia вѣра хрстиіаньскаіа!Ѡтсєлѣ до оугоръ и до ляховъ, до чаховъ, ѿ чахов до iaтвѧзи, и ѿ iaтвѧзи до литвы, до нємєць, ѿ нѣмєць до корѣлы, ѿ корѣлы до оустьюга, гдѣ тамо бяхоу тоимици погании и за дышючимъ морємъ, ѿ морѧ до болгаръ ѿ болгаръ до боуртасъ, ѿ боуртасъ до чєрмисъ, ѿ чєрмисъ до моръдви — то всє покорєно было бгомъ крстіаньскому іазыкоу поганьскыіа страны вєликому кнзю Всєволоду, отцю єго Юрью, кнзю кыєвьскомоу, дѣду єго Володмєру и Манамаху, которымъ то половоци дѣти своіа ношаху в колыбѣли, а литва из болота на свѣтъ нє выникываху, а оугры твердѧхоу камєныи городы желѣзными вороты, абы на них вєликыи Володмєръ тамо нє вьс'ѣхалъ. А нѣмци радовахоу, далєчє боудоучє за синимъ моремъ; боуртаси, чєрємиси, вѧда и моръдва бортьничахоу на кнзѧ вєликого Володимєра, и жюръ Маноуилъ црсєгородскыи ѡпасъ имѣіа, понє и вєликыіа дары посылаша къ немоу, абы под нимъ Вєликыи Кнзь Володимєръ Цсрѧгорода нє взѧлъ.А в ты дни болѣзнь крстиѧном, ѿ вєликаго ІАрослава и до Володимєра, и до нынѧшнѧго ІАрослава и до брата єго Юрьіа кнзѧ володимєрьскаго.